# Armorines: Project S.W.A.R.M.
Armorines: Project S.W.A.R.M. est un jeu vidéo de tir à la première personne sorti en 1999 sur Nintendo 64, Game Boy Color et PlayStation. Le jeu a été développé et édité par Acclaim. Il s'agit d'une adaptation du comics Armorines (en).
La version Game Boy du jeu est un jeu de tir à la troisième personne en 2D.

## Système de jeu
Acclaim réutilise le moteur du jeux Turok 2. Les Armorines, sont l'unité de combat que la Terre a créé pour lutter contre leur ennemi extraterrestre, des insectes géants, dans le genre des ennemis de Starship Troopers.
Le joueur commence l'aventure par le choix de deux personnages, aux armes et attitudes différents.
Le jeu propose un mode deux joueurs coopératifs pour jouer l'aventure a deux, ou un mode 4 joueurs en match à mort.

## Accueil
- Consoles + : 78 % (N64)[1]
- GameSpot : 2,9/10 (PS)[2]
- IGN : 5,8/10 (N64)[3] - 3,5/10 (PS)[4] - 7/10 (GBC)[5]
- Nintendo Power : 7,7/10 (N64)[6] - 6,8/10 (GBC)[7]